# Alonso de Mena

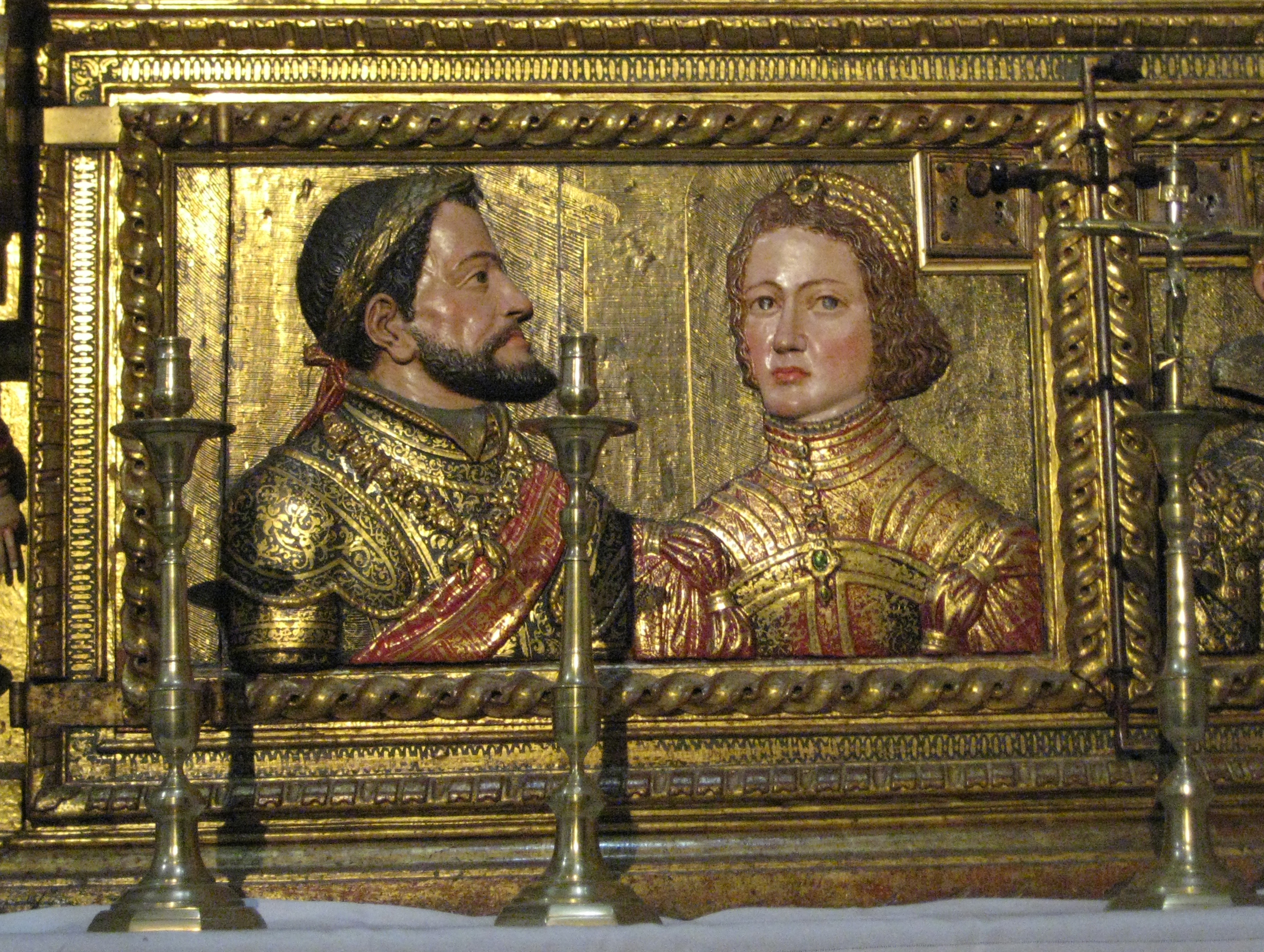
Carlos V y su esposa, en la Capilla real de Granada, 1632.

Alonso de Mena y Escalante. (Granada, 1587-† Granada, 1646) fue un escultor barroco español.

## Biografía
Continuador del estilo de Pablo de Rojas (1580-1607). Su hijo Pedro de Mena, fue discípulo suyo y continuador del taller de su padre, que alcanzó tanto o más renombre que su progenitor.
Sus primeras imágenes muestran cierta rigidez, como la Santa Lucía en la catedral de Granada. En la iglesia de San Cecilio de Granada se encuentra la Virgen de Belén, fechada en el año 1615, por encargo del corregidor de la ciudad García Bravo de Acuña, que quedó tan complacido por la obra que le fueron pagados 50 ducados más de lo estipulado. 

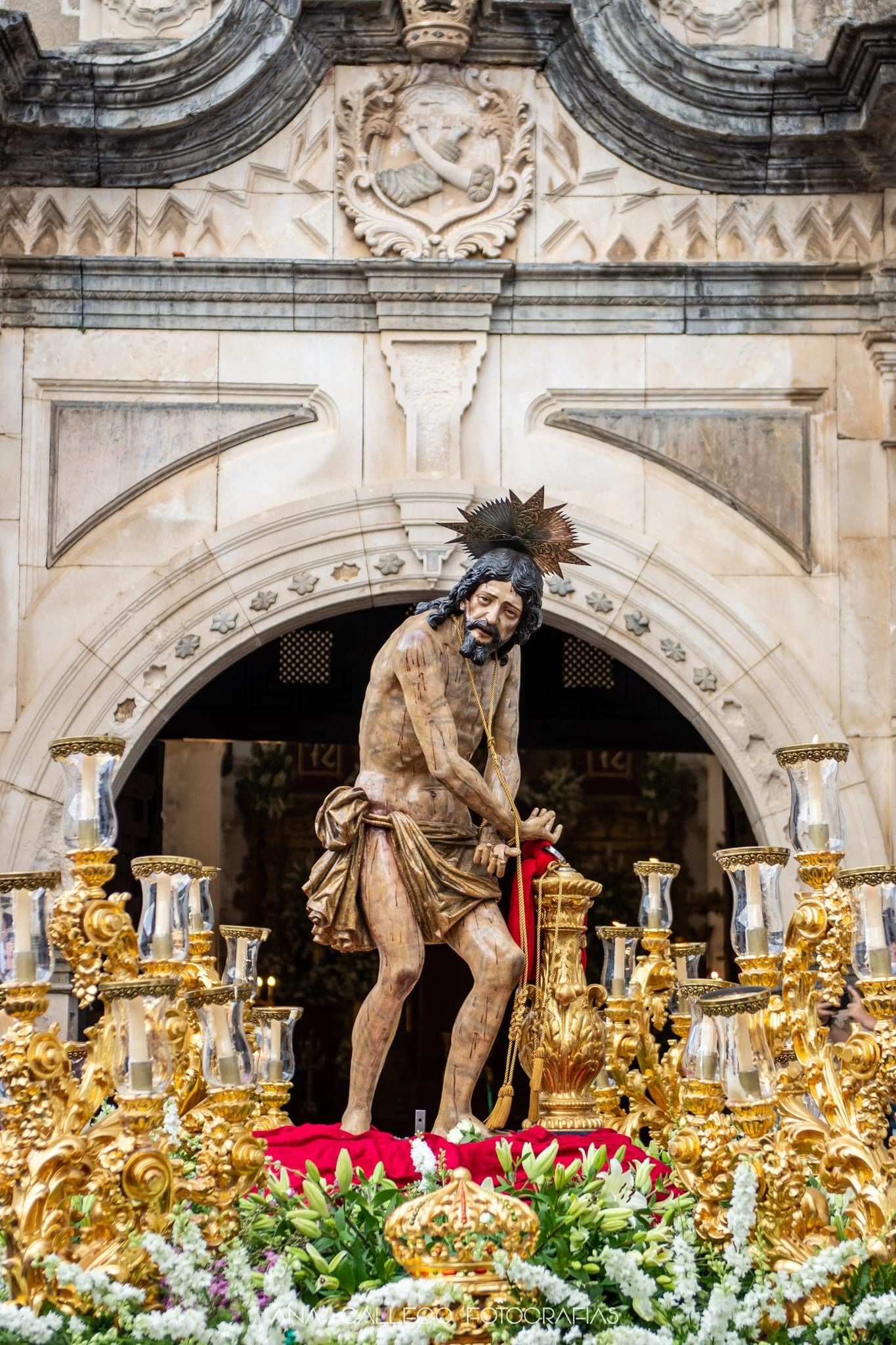
Jesús de la Columna. Priego de Córdoba

Otras obras destacadas son el Cristo de la Expiración en la iglesia de la inmaculada de Adra (Almería) así como se le atribuye el Señor de la Caja de Vélez-Rubio, también de la provincia almeriense. Las Inmaculadas y los retablos-relicarios de la catedral de Jaén y los de la Capilla Real de Granada, donde realizó los retratos reales del banco así como las imágenes de los santos de las puertas del cuerpo principal.
De su época final son el Cristo expirando para la iglesia de Santa Ana de Granada, el Crucificado de la Catedral de Málaga, el Cristo del Desamparo conservado en la iglesia de San José de Madrid y el Cristo de la Expiración en la iglesia de la Inmaculada Concepción de Adra. Igualmente destaca el “Jesús de la Columna” de la localidad de Priego de Córdoba, magnífica talla que destaca por el tratamiento de la anatomía y la fuerte expresión de la imagen. 